# 武穴市
武穴市（ぶけつ-し）は中華人民共和国湖北省黄岡市に位置する県級市。

## 地理
武穴市は湖北省東部、長江北岸に位置する。北部は大別山などの山地、中西部が丘陵地、東南部が平原となっている。

## 歴史
漢代は蘄春県及び尋陽県の管轄されていた。晋代に蘄陽県の管轄とされ、北周により初めて永寧県が設置されたが、隋代に一旦廃止され、641年（武徳4年）、唐朝により再び設置された。天保年間に寺院が数多く存在したことより「広く仏法を施し、普く衆生を済う」の意を込めて広済県と改称された。
1987年、県級市に改編される際に県治が武穴鎮に位置していたことより武穴市を改称された。

## 行政区画
- 街道：武穴街道、刊江街道、田鎮街道、万丈湖街道
- 鎮：梅川鎮、余川鎮、花橋鎮、大金鎮、石仏寺鎮、四望鎮、大法寺鎮、竜坪鎮

## 出身者
- 居正 - 中華民国の政治家。中国同盟会、中国国民党に属す。国民政府司法院長。